# نصرت أباد بهراز (سيد جمال الدين)
نصرت أباد بهراز (بالفارسية: نصرت‌آباد بهراز) هي قرية تقع في إيران في قسم سید جمال الدین الريفي. يقدر عدد سكانها بـ 915 نسمة .